# Kaasiku (Lääne-Nigula)
Kaasiku (Duits: Kasiko) is een plaats in de Estlandse gemeente Lääne-Nigula, provincie Läänemaa. De plaats heeft de status van dorp (Estisch: küla).
Tot in oktober 2017 viel Kaasiku onder de gemeente Martna. In die maand werd Martna bij de fusiegemeente Lääne-Nigula gevoegd.
Kaasiku ligt gedeeltelijk in het natuurreservaat Marimetsa looduskaitseala (50,8 km²).

## Bevolking
Het dorp had 33 inwoners op 31 december 2011 en 23 inwoners op 31 december 2021.

## Geschiedenis
Kaasiku werd voor het eerst genoemd in 1591 onder de naam Kaseka. In 1598 werd het Kasike of Kurise genoemd, in 1726 Kasick en in 1798 Kasik. In de 17e eeuw kwam het dorp op het landgoed van Klein-Lechtigall (Väike-Lähtru) te liggen. In 1844 werd het dorp een veehouderij op het landgoed. Het buurdorp Orkse of Orksi (Duits: Orks), dat sinds 1798 ook een veehouderij was, maar dan op het landgoed van Pallifer (Palivere), is ergens na 1922 bij Kaasiku gevoegd.